# Uvod u evoluciju
Ovaj je članak pristupačan, netehnički uvod u predmet. Za glavni enciklopedijski članak vidi evoluciju.
Evolucija je proces promjene svih oblika života tijekom generacija, a evolucijska je biologija znanost o tome kako se evolucija zbiva. Život evoluira posredstvom mutacija (promjenâ u nasljednim informacijama nekog organizma), genskog drifta (slučajne promjene u genskoj varijaciji neke populacije iz generacije u generaciju) i prirodne selekcije (neslučajna i postupna procesa prirodne varijacije kojim opservabilne crte (poput boje očiju) postaju rjeđe ili češće u populaciji).
Sve jedinke sadrže nasljedni materijal u obliku gena koje dobivaju od svojih roditelja, a prenose na svoje potomke. Među potomci postoje varijacije u genima zbog uvođenja novih gena putem slučajnih promjena zvanih mutacije ili putem reorganizacije postojećih gena tijekom spolnog razmnožavanja. Potomci se razlikuju od svojih roditelja u manjim slučajnim svojstvima. Ako su ove razlike korisne, potomci će vjerojatnije preživjeti i razmnožiti se. To znači da će više potomaka u sljedećoj generaciji imati korisnu razliku, pa jedinke neće imati jednaku šansu reproduktivna uspjeha. Na taj način crte koje dovode do bolje adaptacije organizama njihovim životnim uvjetima postaju češće u descendentnim populacijama. Ove se razlike akumiliraju što rezultira promjena unutar populacije. Ovaj je proces odgovoran za mnoštvo različitih životnih oblika na svijetu.
Sile evolucije najočitije su kada populacije postanu izolirane, ili zbog geografske udaljenosti ili zbog ostalih mehanizama koji sprečavaju gensku izmjenu. Tijekom vremena izolirane se populacije mogu granati u nove vrste.
Većina genskih mutacija ne pomaže, ne mijenja izgleda niti šteti jedinkama. Procesom genskog drifta ovi se mutirani geni neutralno raspoređuju među populacijama i preživljavaju tijekom generacija pukom šansom. Nasuprot genskom driftu, prirodna selekcija nije slučajan proces jer djeluje na crte koje su nužne za preživljavanje i razmnožavanje. Prirodna selekcija i slučajni genski drift čine konstantne i dinamične dijelove života i tijekom vremena oni su oblikovali razgranatu strukturu drva života.
Moderno razumijevanje evolucije počelo je s objavom Darwinova djela O porijeklu vrsta 1859. K tomu je Mendelov rad s biljkama pomogao objasniti obrasce nasljeđivanja u genetici. Otkrića fosila u paleontologiji, napredci u populacijskoj genetici i globalna mreža znanstvenog istraživanja pružili su daljnje detalje o mehanizmima evolucije. Znanstvenici sada dobro razumiju porijeklo novih vrsta (specijaciju) i motre proces specijacije u laboratoriju i u divljini. Evolucija je glavna teorija koju biolozi rabe za razumijevanje života i rabi se u mnogim disciplinama uključujući medicinu, psihologiju, konzervacijsku biologiju, antropologiju, forenziku, poljoprivredu i ostale sociokulturne primjene.

## Više informacija
- kontroverzija kreacija-evolucija
- dokaz zajedničkog porijekla
- evolucija kao teorija i činjenica
- razina potpore evoluciji
- zablude o evoluciji

## Preporučena literatura
- Charlesworth, Deborah; Charlesworth, Brian. 2003. Evolution: a very short introduction. Oxford University Press. Oxford. ISBN 0-19-280251-8CS1 održavanje: više imena: authors list (link)
- Ellis, R. John. 2010. How Science Works: Evolution. Springer. ISBN 90-481-3182-0
- Horvitz, Leslie Alan. 2002. The complete idiot's guide to evolution. Alpha Books. Indianapolis. ISBN 0-02-864226-0
- Krukonis, Greg. 2008. Evolution For Dummies (For Dummies (Math & Science)). For Dummies. ISBN 0-470-11773-7
- Pallan, Mark. 2009. The Rough Guide to Evolution. Rough Guides. ISBN 1-85828-946-7
- Sis, Peter. 2003. The tree of life: a book depicting the life of Charles Darwin, naturalist, geologist & thinker. Farrar Straus Giroux. New York. ISBN 0-374-45628-3
- Thomson, Keith Stewart. 2005. Fossils: a very short introduction. Oxford University Press. Oxford. ISBN 0-19-280504-5
- Zimmer, Carl. 2009. The Tangled Bank: An Introduction to Evolution. Roberts and Company Publishers. ISBN 0-9815194-7-4

## Vanjske poveznice
- Khan Academy Pristupljeno 21. rujna 2011.
- Brain, Marshall. How Stuff Works: Evolution Library (web resource). Howstuffworks.com. Pristupljeno 24. siječnja 2008. |contribution= zanemaren (pomoć)
- Carl Sagan. Carl Sagan on evolution (Google video) [streaming video]. Google. Preuzeto 24. siječnja 2008..
- The Big Picture Series. Wellcome Trust. Siječanj 2007. Inačica izvorne stranice arhivirana 2. listopada 2021. Pristupljeno 23. siječnja 2008. journal zahtijeva |journal= (pomoć); |contribution= zanemaren (pomoć)
- Understanding Evolution: your one-stop source for information on evolution (web resource). The University of California Museum of Paleontology, Berkeley. Pristupljeno 24. siječnja 2008. journal zahtijeva |journal= (pomoć)
- Introduction To Evolution (web resource). vectorsite.net. Pristupljeno 1. lipnja 2010.